# Kein Einaste
Kein Einaste (* 22. Februar 1985 in Pärnu, damals Estnische SSR, Sowjetunion) ist ein ehemaliger estnischer Skilangläufer. Er ist seit Frühjahr 2024 gemeinsam mit Sandra Flunger Cheftrainer der Schweizer Biathlon-Nationalmannschaft.

## Leben und Karriere
Seinen ersten internationalen Einsatz hatte Einaste 2004 bei den Juniorenweltmeisterschaften in Stryn. Dort war seine beste Platzierung der 44. Platz über 30 Kilometer klassisch. Im Januar 2005 kam Einaste im heimischen Otepää zu seinem ersten Weltcupeinsatz. Über die Distanz von 15 Kilometer klassisch belegte er den 59. und somit letzten Platz. 2006 gewann er zusammen mit Andrus Veerpalu den estnischen Meistertitel im Teamsprint, der in der klassischen Technik ausgetragen wurde. Bei der Winter-Universiade 2005 in Seefeld in Tirol belegte er den 84. Platz über 10 km Freistil, den 60. Rang im Sprint sowie den 29. Platz im 30-km-Massenstartrennen und bei der Winter-Universiade 2007 in Pragelato den 53. Platz über 10 km Freistil sowie den 38. Rang im Sprint. In der Saison 2007/08 verpasste er beim Sprint in Kuusamo als 35. knapp das Finale und somit seine ersten Weltcuppunkte. An gleicher Stelle gelang ihm dies aber ein Jahr später als 28. im Sprint in der klassischen Technik. Die restliche Saison 2008/09 startete Einaste vorwiegend im Scandinavian Cup. Erst kurz vor Ende der Saison wurde er wieder in die estnische Weltcup-Mannschaft berufen und verpasste jedoch beim Klassiksprint in Trondheim als 31. die Finalläufe um 0,3 Sekunden. Aufgrund dieses guten Resultates wurde er auch für das Weltcup-Finale nominiert. Jedoch erging es ihm in Stockholm genauso wie in Trondheim und er musste als 31. nach Qualifikation den Wettkampf beenden. Zum Abschluss der Saison gewann er erneut zusammen mit Andrus Veerpalu den estnischen Meistertitel im Teamsprint (klassische Technik).
Bei den Vorbereitungswettkämpfen zur Saison 2009/10 im finnischen Muonio und Ounasvaara zeigte er sich mit Top-Ten-Resultaten stark verbessert im Vergleich zur vorigen Saison und wurde wie die Jahre zuvor für den ersten Weltcup-Sprint der Saison in Kuusamo nominiert. Auch diesmal zeigte sich, dass der Wettkampf in Kuusamo, der in der klassischen Technik ausgetragen wird, dem 1,96 Meter großen Athleten sehr gut liegt. Als Zwölfter der Qualifikation zog er souverän in das Viertelfinale ein. In seinem Lauf musste er sich dem späteren Sieger Ola Vigen Hattestad und Björn Lind geschlagen geben und verpasste als 13. knapp die Qualifikation für die Halbfinalläufe der besten zwölf Athleten, erreichte jedoch damit sein bestes Weltcup-Resultat. Dies gelang ihm dann im Januar 2010 beim Heimweltcup in Otepää. Dort scheiterte er knapp am Einzug in das Finale und erkämpfte sich mit Platz sieben sein erstes Top-Ten-Resultat im Weltcup. Damit sicherte er sich die Nominierung für die Olympischen Winterspiele 2010 in Vancouver. Dort scheiterte er jedoch als 59. klar an der Qualifikation für die Finalläufe. Bei den Vorbereitungswettkämpfen zur Saison 2010/11 in Muonio überzeugte Einaste mit einem Sieg beim Sprintwettbewerb, der in der klassischen Technik ausgetragen wurde. Seine gute Form bewies er dann auch zum Auftakt des Weltcups, als er in Kuusamo das Halbfinale erreichte und den elften Platz belegte. Vor Beginn der Tour de Ski 2010/2011 wurde Einaste aufgrund eines zu hohen Hämoglobinwertes mit einer fünftägigen Schutzsperre belegt, so dass er nicht an der Tour teilnehmen konnte. Bei den Nordischen Skiweltmeisterschaften 2011 in Oslo belegte er den 44. Platz im Sprint und zusammen mit Peeter Kümmel den 11. Rang im Teamsprint. In den folgenden Jahren startete er meist im Scandinavian Cup und errang bei den Nordischen Skiweltmeisterschaften 2013 im Val di Fiemme errang er den 53. Platz im Sprint. Im Januar 2018 nahm er in Planica letztmals am Weltcup teil und lief dort auf den 62. Platz im Sprint.

## Trainerlaufbahn
Zur Saison 2022/23 wurde Einaste von Swiss-Ski als Athletiktrainer der schweizerischen Biathlon-Nationalmannschaft der Männer angestellt. Zur Saison 2024/25 rückte er im Zuge einer Strukturanpassung zum Cheftrainer einer gemeinsamen Elite-Gruppe von Männern und Frauen an der Seite von Sandra Flunger auf, wobei er das Langlauf-Training betreut.

## Teilnahmen an Weltmeisterschaften und Olympischen Winterspielen

### Olympische Spiele
- 2010 Vancouver: 59. Platz Sprint klassisch

### Nordische Skiweltmeisterschaften
- 2011 Oslo: 11. Platz Teamsprint klassisch, 44. Platz Sprint Freistil,
- 2013 Val di Fiemme: 53. Platz Sprint klassisch

## Platzierungen im Weltcup

### Weltcup-Statistik
Die Tabelle zeigt die erreichten Platzierungen im Einzelnen.
- 1.–3. Platz: Anzahl der Podiumsplatzierungen
- Top 10: Anzahl der Platzierungen unter den ersten zehn
- Punkteränge: Anzahl der Platzierungen innerhalb der Punkteränge
- Starts: Anzahl gelaufener Rennen in der jeweiligen Disziplin
- Hinweis: Bei den Distanzrennen erfolgt die Einordnung gemäß FIS.

| Platzierung         | Distanzrennen a | Distanzrennen a | Distanzrennen a | Distanzrennen a | Distanzrennen a | Skiathlon Verfolgung | Sprint | Etappen- rennen b | Gesamt | Team c | Team c  |
| Platzierung         | ≤ 5 km          | ≤ 10 km         | ≤ 15 km         | ≤ 30 km         | > 30 km         | Skiathlon Verfolgung | Sprint | Etappen- rennen b | Gesamt | Sprint | Staffel |
| ------------------- | --------------- | --------------- | --------------- | --------------- | --------------- | -------------------- | ------ | ----------------- | ------ | ------ | ------- |
| 1. Platz            |                 |                 |                 |                 |                 |                      |        |                   |        |        |         |
| 2. Platz            |                 |                 |                 |                 |                 |                      |        |                   |        |        |         |
| 3. Platz            |                 |                 |                 |                 |                 |                      |        |                   |        |        |         |
| Top 10              |                 |                 |                 |                 |                 |                      | 1      |                   | 1      |        | 1       |
| Punkteränge         |                 |                 |                 |                 |                 |                      | 12     |                   | 12     | 6      | 1       |
| Starts              | 2               | 2               | 3               |                 |                 | 3                    | 45     |                   | 55     | 7      | 1       |
| Stand: Karriereende |                 |                 |                 |                 |                 |                      |        |                   |        |        |         |

### Weltcup-Gesamtplatzierungen
| Saison  | Gesamt | Gesamt | Sprint | Sprint |
| Saison  | Punkte | Platz  | Punkte | Platz  |
| ------- | ------ | ------ | ------ | ------ |
| 2008/09 | 3      | 170.   | 3      | 104.   |
| 2009/10 | 63     | 84.    | 63     | 40.    |
| 2010/11 | 53     | 83.    | 53     | 44.    |
| 2011/12 | 34     | 104.   | 34     | 52.    |
| 2016/17 | 3      | 163.   | 3      | 93.    |